# Сапужак Ярослав Станіславович
Сапужак Ярослав Станіславович (1 січня 1931) — український геофізик, доктор геолого-мінералогічних наук, професор.

## Біографічні відомості
Я. С. Сапужак народився 1 січня 1931 р. в селі Кальне на Тернопільщині в селянській родині Станіслава Сапужака та Марії Анін. Він був молодшим сином. У дитинстві Ярослав Сапужак багато хворів, тому змушений був часто пропускати заняття у школі. Однак він виявляв великий інтерес до знань і значну масу шкільного матеріалу засвоював самотужки. В 1943 році, коли Ярославу було лише 12 років, помер батько. Опіку над їхньою родиною узяв на себе рідний брат батька Теофіл Сапужак. Попри всі складності й негаразди в 1948 році Ярослав Сапужак успішно із золотою медаллю закінчив середню школу в місті Зборові. Того ж року вступив до Львівського політехнічного інституту на геологорозвідувальний факультет (на базі цього факультету був створений Івано-Франківський інститут нафти й газу). Студентом Ярослав Сапужак успішно освоював знання з вибраної спеціальності. А наявність серед його викладачів таких відомих учених, як В. А. Сельський, Н. Г. Ямпольський, С. І. Субботін сприятливо впливала на його формування як майбутнього вченого. У 1953 році Ярослав Сапужак успішно з червоним дипломом закінчив Львівський політехнічний інститут за спеціальністю «Геофізичні методи розвідки».

## Наукова діяльність
По закінченні інституту Ярослав Сапужак за скеруванням працював у Західно-Українській геофізичній конторі, спочатку інженером-оператором, а з 1954 року — начальником електророзвідувальної партії. У 1958 році вступив до аспірантури Інституту геології і геохімії горючих копалин АН УРСР. З 1961 року Ярослав Сапужак працював у Львівському філіалі Інституту геофізики АН УРСР молодшим науковим співробітником, а згодом головним інженером відділу електромагнітного поля Землі. У 1965 році захистив кандидатську дисертацію на тему «Высшие производные электрического потенциала и их практическое использование». Керівником дисертаційної роботи був С. І. Субботін. Захист відбувся на Вченій раді Дніпропетровського гірничого інституту (нині Національна гірнича академія України).
З 1966 р. до 1972 р. Ярослав Сапужак обіймав посаду вченого секретаря Львівського філіалу Інституту геофізики АН України. Перебуваючи в Інституті прикладних проблем механіки і математики плідно працює, про що свідчать такі його фундаментальні монографії, як «Дивергентная электроразведка» (1977) та «Геоэлектрические модели и методы исследования структур запада Украины» (1990), написана спільно з В. І. Шамотком та А. П. Кравченко.
У 1987 році Ярославу Сапужаку присвоєно ступінь доктора геолого-мінералогічних наук. Захист дисертації «Дифференциальные электроразведочные методы и применение их для поисков нерудных ископаемых» відбувся на вченій раді Московського Державного університету ім. М. В. Ломоносова. У 1988 році Ярослав Сапужак очолив відділ фізико-математичних методів моделювання і дослідження геополів в ІППММ АН УРСР. У 1991 році на базі геофізичних підрозділів ІППММ організували Карпатське відділення Інституту геофізики ім. С. І. Субботіна НАН України (КВ ІГФ НАН України). Я. С. Сапужак очолив новостворене Відділення та працював на посаді керівника до січня 2003 року. Керуючи Відділенням, Я. С. Сапужак активно сприяв зростанню його наукового потенціалу, розвитку фундаментальної і прикладної геофізики в західному регіоні України та особисто зробив вагомий вклад у розроблення актуальних напрямів глибинних, структурних пошуково-розвідувальних та приповерхневих електромагнітних досліджень.

## Наукова спадщина
Я. С. Сапужак запропонував і теоретично обґрунтував методику детальних електрометричних досліджень, заснованих на вимірах других похідних природних та штучних електромагнітних полів. Ця методика знайшла широке застосування на практиці як при пошуках та розвідці покладів калійних і кам'яних солей, самородної сірки та інших корисних копалин, так і для приповерхневих інженерно- і гідрогеологічних, карстологічних та інших екологічних досліджень у Передкарпатті та суміжних регіонах.
Для глибинних досліджень земної кори вчений розробив основні елементи теорії, методики та техніки електромагнітних зондувань з використанням ліній електропередач та установок плавки ожеледі. Ці розробки були успішно випробувані в ожеледонебезпечних районах колишнього СРСР: на заході України, півночі Кавказу і Казахстану, Таймирському півострові та на півдні острова Сахалін.
Я.Сапужак систематизував геоелектричні моделі та методичні особливості застосування структурних та пошуково-розвідувальних досліджень у Карпатському регіоні, розробив схеми класифікації геоелектричних моделей типових нафтогазових покладів України. В останні роки життя Ярослав Станіславович активно досліджував можливості пошуків нафти і газу на теренах України за допомогою стандартних і нетрадиційних методів та їх комплексування, зокрема електрометричних спостережень добової динаміки геофізичних полів, імпульсного електромагнітного поля Землі тощо. Одержані Я.Сапужаком та під його керівництвом наукові та практичні результати, висвітлені в багатьох (понад 200) публікаціях, серед яких 9 монографій, 2 навчальні посібники з геофізичних методів розвідки для університетів та 6 авторських свідоцтв, а також у численних доповідях на міжнародних, національних та регіональних конференціях. Остання монографія, над підготовкою якої Я.Сапужак працював в останній рік свого життя колективна фундаментальна праця «Дослідження сучасної геодинаміки Українських Карпат» вийшла у 2005 році, уже після його смерті. Значну увагу Ярослав Станіславович приділяв науково-педагогічній роботі. Він організував у Карпатському відділенні аспірантуру і брав активну участь у її роботі, виховав 6 кандидатів наук, читав лекції з електророзвідувальних дисциплін в Івано-Франківському державному технічному університеті нафти і газу.
Ярослав Станіславович був одним зі сподвижників відродженого НТШ у Львові, яка 23 січня 1990 року ухвалила рішення про створення Комісії фізики Землі. У 1998 році Ярослав Станіславович був обраний головою цієї комісії. Він був членом редакційної колегії кількох томів «Праць НТШ», а також головним редактором VIII тому «Праць», присвяченому геофізичним задачам. Поряд з цим Я. С. Сапужак був членом редакційних колегій кількох наукових часописів, зокрема «Геофізичного журналу», «Геодинаміка», наукових вісників різних університетів. У 2000 році був обраний дійсним членом Української нафтогазової академії.

## Вибрані публікації
- Sapuszhak Y.S., Starodub G.P., Verbytsky T.Z., Kuznetsova V.G., Maksymchuk V.Y., Bilinsky A.I., Brych T.B., Gnyp A.R. Exploration of structure peculiariries and geodynamics of the Carpathian zone on the Ukraine territory // Przeglad Geologiczny. — 1997. — Vol. 45. — Р.1101-1102.
- Sapuszhak J., Sapuszhak O., Starodub G., Syrojeszhko O. The Basis of Expert System for the Estimation of Geodynamical Processes Activity Due to Geophysical Data // Bull. Panst. In-tu Geol., Warszawa. — 2001. — № 396. — P. 136—137.
- Сапужак Я. С., Кендзера О. С., Стародуб Ю. П., Сапужак О. Я. Система оцінки еко-небезпеки народно-господарських об'єктів // Y Міжнародний науково-технічний симпозіум Геоінформаційний моніторинг навколишнього середовища — GPS і GIS — технології. — Алушта (Крим). — 2000. — С. 77 — 80.
- Starodub G.P., Sapuszhak Y.S., Kendzera A.V., Maksymchuk V.Yu., Gnyp A.R. Exploration of the structure peculiarities and geodynamics of the Ukrainian Carpathian system // Terra Nova. — 1997. — Vol. 9, № 1. — P. 159.